# Championnats d'Europe de pentathlon moderne 2013
Navigation
Édition précédente Édition suivante
Les Championnats d'Europe de pentathlon moderne 2013 se tiennent à Drzonków en Pologne.

## Podiums

### Hommes
| Épreuves    | Or                                                   | Argent                                                       | Bronze                                                     |
| ----------- | ---------------------------------------------------- | ------------------------------------------------------------ | ---------------------------------------------------------- |
| Individuel  | Hongrie Ádám Marosi                                  | Hongrie Róbert Kasza                                         | Russie Aleksander Lesun                                    |
| Par équipes | Hongrie Bence Demeter Róbert Kasza Ádám Marosi       | France Jean Maxence Berrou Christopher Patte Valentin Prades | Italie Nicola Benedetti Riccardo De Luca Pierpaolo Petroni |
| Relais      | France Valentin Belaud Geoffrey Megi Valentin Prades | République tchèque Jan Kuf Ondřej Polívka Michal Sedlecky    | Royaume-Uni James Cooke Joseph Evans Samuel Curry          |

### Femmes
| Épreuves    | Or                                                    | Argent                                                         | Bronze                                                |
| ----------- | ----------------------------------------------------- | -------------------------------------------------------------- | ----------------------------------------------------- |
| Individuel  | Hongrie Zsófia Földházi                               | Ukraine Hanna Buriak                                           | Ukraine Anastasiya Spas                               |
| Par équipes | Royaume-Uni Kate French Samantha Murray Mhairi Spence | Ukraine Hanna Buriak Iryna Khokhlova Victoria Tereshuk         | Allemagne Ronja Doring Annika Schleu Lena Schoneborn  |
| Relais      | Royaume-Uni Samantha Murray Kate French Katy Burke    | Pologne Katarzyna Wójcik Oktawia Nowacka Aleksandra Skarzyńska | Allemagne Claudia Knack Annika Schleu Lena Schöneborn |

### Mixtes
| Épreuves | Or                                           | Argent                                  | Bronze                                        |
| -------- | -------------------------------------------- | --------------------------------------- | --------------------------------------------- |
| Relais   | Ukraine Victoria Tereshuk Pavlo Tymoshchenko | Russie Donata Rimšaitė Aleksander Lesun | Lituanie Laura Asadauskaitė Justinas Kinderis |